# Таракшино
Таракшино — озеро на территории Ребольского сельского поселения Муезерского района Республики Карелия.

## Общие сведения
Площадь озера — 1,8 км², площадь водосборного бассейна — 63,7 км². Располагается на высоте 181,4 метров над уровнем моря.
Форма озера лопастная, продолговатая: вытянуто с запада на восток. Берега изрезанные, каменисто-песчаные, местами заболоченные.
Через озеро протекает река Таракшинойоки, втекающая в реку Омельянйоки, впадающую в Торосозеро, связанное протокой с Лексозером, откуда через реки Сулу и Лендерку воды в итоге попадают в Балтийское море.
По центру озера расположен один небольшой остров без названия.
Вдоль северного берега озера проходит трасса 86К-176 («Тикша — Реболы»).
Код объекта в государственном водном реестре — 01050000111102000010595.